# Perilepta
Perilepta es un género de plantas con flores perteneciente a la familia Acanthaceae. El género tiene 8 especies herbáceas.
Está considerado un sinónimos del género Strobilanthes

## Especies seleccionadas
- Perilepta amplecteus
- Perilepta auriculata
- Perilepta dyeriana
- Perilepta edgeworthiana